# 落合氏瞳鯒
落合氏瞳鯒，又稱落合氏眼眶牛尾魚，為輻鰭魚綱鮋形目牛尾魚亞目牛尾魚科的其中一種，分布於西太平洋區,從日本南部至南海海域，屬底棲性魚類，棲息深度3-4公尺，體長可達44.4公分，屬肉食性，生活習性不明。

## 擴展閱讀
維基物種上的相關：落合氏瞳鯒